# Мядайнис
Мядайнис (Медайнис, Жвиргжджю) (лит. Medainis, Žvirgždžių ežeras) — небольшое пресноводное озеро в центральной части Западной Литвы, исток Венты. Расположено между городами Варняй и Ужвентис, на территории деревни Жвиргжджяй Варняйского староства Тельшяйского района.

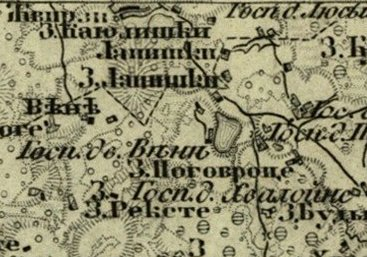
Озеро на топографической карте Ковенской губернии второй половины XIX века.

Площадь зеркала озера составляет 0,053 км², длина береговой линии — 0,88 км, максимальная длина (север ↔ юг) — ≈300 м, ширина (запад ↔ восток) — ≈260 м.